# Băbiu
Băbiu (węg. Bábony) – wieś w Rumunii, w okręgu Sălaj, w gminie Almașu. W 2011 roku liczyła 48 mieszkańców.